# Lago di Centro Cadore
Der Lago di Centro Cadore oder Lago di Cadore ist ein Stausee in der Provinz Belluno, Venetien, Italien. Er liegt auf einer Höhe von 683 m s.l.m. und hat eine Fläche von durchschnittlich 2,3 km².
Anrainergemeinden sind Calalzo di Cadore, Domegge di Cadore, Lorenzago di Cadore, Lozzo di Cadore und Pieve di Cadore.
Der See wurde kurz nach Ende des Zweiten Weltkriegs angelegt.